# Sil·limanita
La sil·limanita és un mineral silicat, membre de la sèrie dels aluminosilicats, la qual també inclou polimorfs com l'andalusita i la cianita. El seu nom prové del químic nord-americà Benjamin Silliman (1779–1864). Va ser descrita per primer cop l'any 1824, en un espècimen trobat a Chester, Connecticut, EUA.

## Característiques

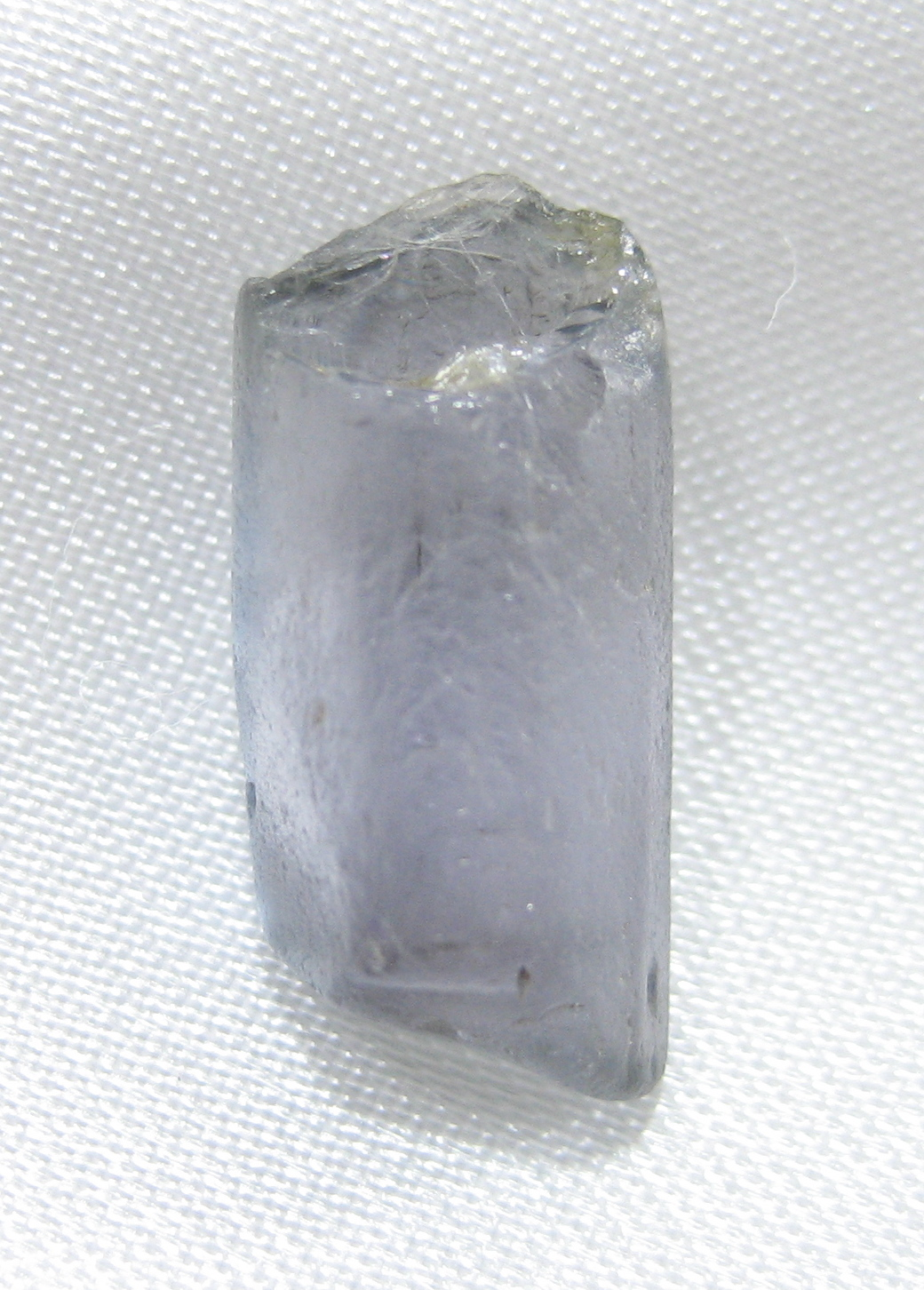
Cristall de sil·limanita de Sri Lanka.

La sil·limanita és un dels tres minerals que formen la sèrie dels aluminosilicats, junt amb l'andalusita i la cianita. Una varietat comuna de sil·limanita, és la que es coneix com a fibrolita, on apareix tot formant fibres.
Segons la classificació de Nickel-Strunz, la sil·limanita pertany a «9.AF - Nesosilicats amb anions addicionals; cations en [4], [5] i/o només coordinació [6]» juntament amb els següents minerals: andalucita, kanonaïta, cianita, mullita, krieselita, boromullita, yoderita, magnesiostaurolita, estaurolita, zincostaurolita, topazi, norbergita, al·leghanyita, condrodita, reinhardbraunsita, kumtyubeïta, hidroxilcondrodita, humita, manganhumita, clinohumita, sonolita, hidroxilclinohumita, leucofenicita, ribbeïta, jerrygibbsita, franciscanita, örebroïta, welinita, el·lenbergerita, sismondita, magnesiocloritoide, ottrelita, poldervaartita i olmiïta.

## Formació i jaciments
Tant la seva forma fibrosa com la forma cristal·lina són freqüents en roques metamòrfiques formades a partir de metamorfisme de roques sedimentàries. És un mineral que indica alt grau de temperatura i unes pressions variables. Es pot trobar junt amb andalusita, cianita, feldespat potàssic, almandina, cordierita, biotita i quars en esquists, gneissos, corneana i més rarament en pegmatita.
La sil·limanita s'ha trobat a Brandywine Springs, Delaware, EUA. Als territoris de parla catalana ha estat descrita al Cap de Creus, a uns esquists a Castellar del Vallès així com en alguns municipis de la Catalunya del Nord: Bellestar (Fenolleda), Mentet (Conflent), Nefiac (Rosselló) i Cortsaví (Vallespir).

## Aplicacions
La sil·limanita s'utilitza en la indústria del vidre, com a refractari, i en la indústria de la porcellana en menor mesura.